# 恋物癖模特
戀物癖模特是指模仿戀物癖服裝或配飾的模特，這些服飾或配飾以類似戀物癖的方式或戀物癖情境來展示他們的身體。戀物癖模特不一定只適用於一種形式的建模。

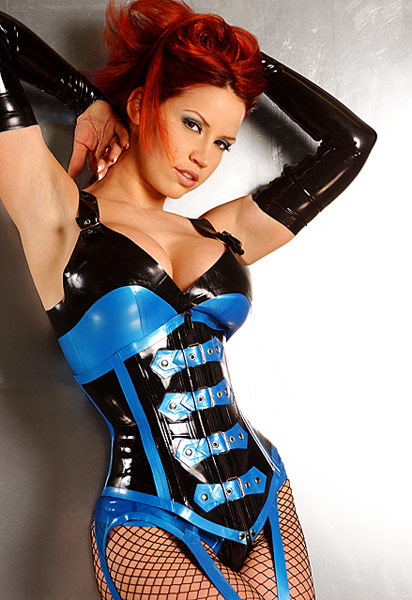
Bianca Beauchamp為乳膠緊身胸衣做模特

戀物癖模特經常穿著戀物癖時尚的衣服，這是一種極端和挑釁的服裝風格，旨在引起觀察者強烈的情緒反應或性慾。此類服裝的範圍從異國情調的程式化泳衣到防彈衣和科幻奇幻套裝。
束縛模型以各種束縛形式出現。其他戀物癖造型可能涉及身體修飾，出現在戀物癖艺术或異國魅力攝影中，或者穿著滿足制服戀物癖的性幻想服裝（例如法國女僕、護士等）。除了攝影模特，戀物癖模特還會在BDSM展覽會和派對等活動中公開露面。
一些色情演員和魅力模特也擔任戀物癖模特。

## 恋物癖模特的種類

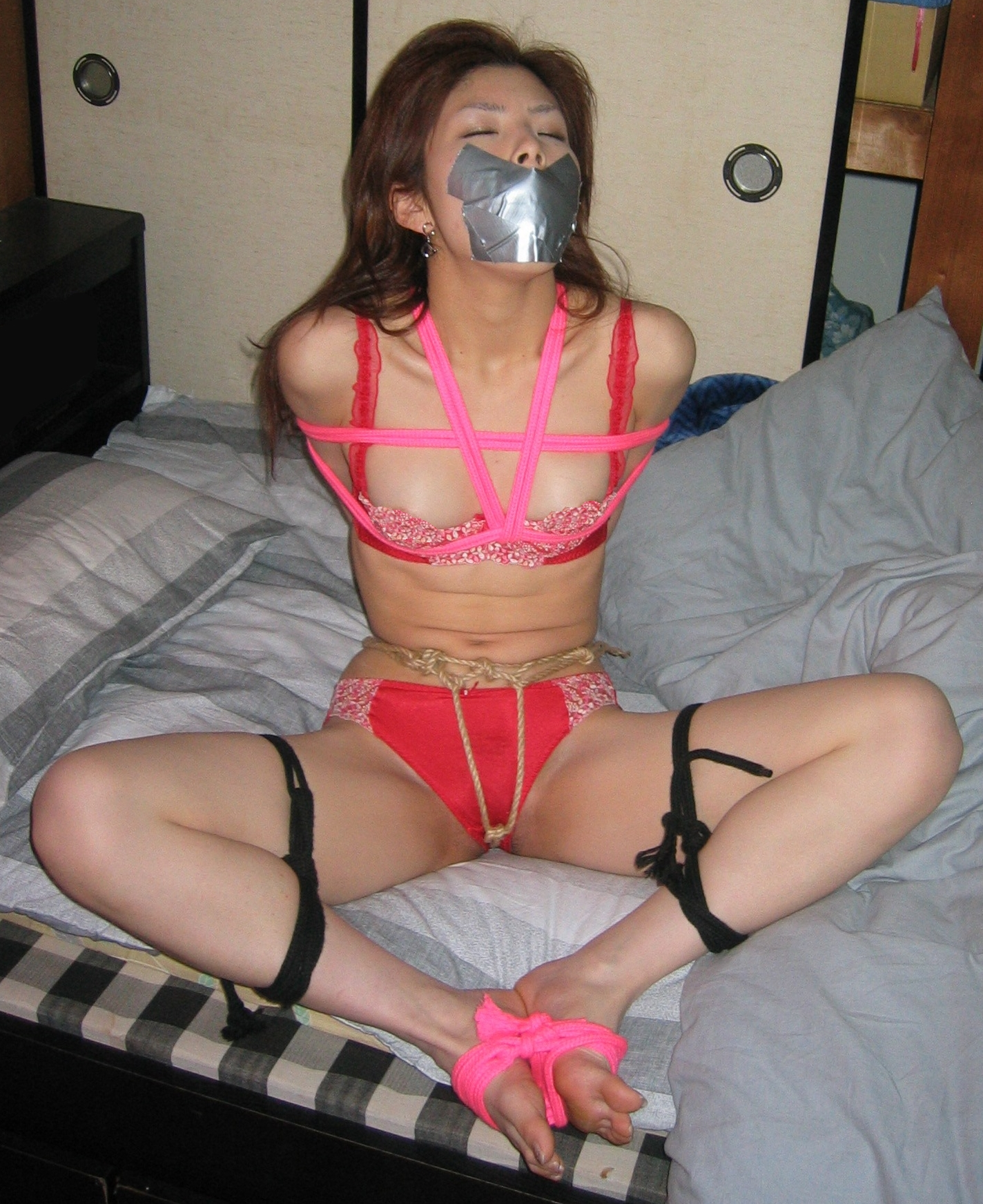
穿著內衣的亞洲女孩被綁在床上

戀物癖造型涵蓋範圍廣泛的戀物癖，包括涉及束縛和絞索、乳膠、緊身胸衣、紋身、身體穿孔、戀鞋癖、食物戀物癖和女體癖的戀物癖。戀物癖還可能涉及身體部位，如戀乳癖、戀臍癖和戀足癖。
戀物癖模特通常被認為與哥特式或另類模特屬於不同的類別。戀物癖模型可能只涉及整體審美方面，而不是直接與性和性相關。戀物癖模特通常被認為是成人產業的一部分，因為它被普遍認為是“僅限成人”欣賞。然而，近來，戀物癖時尚市場的許多方面已被納入主流時尚並被接受，時尚創作者將直接使用異國情調的材料，如乳膠或透明面料，而不是棉花或羊毛進行創作。

## 流行文化
在奴役和戀物癖領域，有幾位著名的表演者和製作人已經獲得了知名度。最著名的是1950年代的束縛模特和海報女郎貝蒂·佩奇，她為攝影師歐文·克勞 ( Irving Klaw)擺姿勢拍攝郵購照片，隨後登上了《花花公子》。她是第一位著名的束縛模特。
新滑稽表演者蒂塔·馮提斯 (Dita Von Teese)的職業生涯始於戀物癖模特和脫衣舞孃。其他著名的戀物癖模特包括俄裔美國演員莫什和加拿大攝影模特比安卡·比尚。